# Anton Grasser
Anton Grasser, nemški general, * 3. november 1891, † 3. november 1976.